# كان الخارقة (رواية)
كان الخارقة Super-Cannes هي رواية للكاتب الإنجليزي جيه جي بالارد، نشرت عام 2000، عن دار نشر فلامنغو.

## روابط خارجية
- كان الخارقة على موقع الموسوعة البريطانية (الإنجليزية)